# Kommern-Süd
Kommern-Süd ist ein Stadtteil der Stadt Mechernich im Kreis Euskirchen in Nordrhein-Westfalen. Er liegt zwischen den Stadtteilen Kommern und Katzvey nördlich des Stadtteils Mechernich.
In unmittelbarer Nachbarschaft liegt der Hochwildpark Rheinland.

## Geschichte
1963 kaufte die damalige Gemeinde Kommern 98 ha Land. Der größte Teil war Waldgelände, aber auf rund 34 ha entstand das Baugebiet Kommern-Süd. Am Bruch Nr. 4 entstand im Juni 1964 das erste Haus. Der Kommerner Gemeinderat beschloss in einer Sitzung im April 1965 die Namen der Wohnstraßen in 2 Gruppen aufzuteilen. So wurde die erste Gruppe nach Vögeln und die zweite nach Bäumen benannt. Die durchgehende Straße von Kommern nach Katzvey behielt ihren Namen Becherhoferweg und der Ring nördlich davon wurde nach alter Flurbezeichnung Am Bruch genannt. Um zu verhindern, dass der Truppenübungsplatz in der Schavener Heide bis an das Neubaugebiet heran vergrößert werden konnte, wurde 1966 der Hochwildschutzpark Rheinland errichtet.  Am 15. April 1967 war feierliche Eröffnung. Nach der Erschließung von Kommern-Süd und der Einrichtung des Hochwildschutzparks erhielt Katzvey 1967 die erste ausgebaute Straße Richtung Kommern. Im November 1966 wurde der Tennisclub Blau-Gold Kommern gegründet. Im südlich gelegenen Waldgebiet Mohrenkopf baute der Tennisclub mit den Zuschüssen der Gemeinde und des Landes Nordrhein-Westfalen eine Tennisanlage mit 3 Spielfeldern.
Auf dem Weg von Kommern nach Kommern-Süd liegt inmitten der Felder  die „Becherkapelle“. Sie wurde 1965 von Jakob Eschweiler (1894–1965) gestiftet. Der studierte Theologe war Direktor des Diözesanmuseums zu Köln und lebte zuletzt in Burgfey. Die Kapelle ist der „Schmerzhaften Mutter“ geweiht und wurde von dem Münchener Architekten Theodor Strauss entworfen. Das Gebäude im Bauhausstil besteht aus Naturstein und Beton.
Am 1. Juli 1969 wurde im ersten Teil der kommunalen Neugliederung die Gemeinde Kommern mit den Gemeinden Antweiler, Lessenich-Rißdorf, Obergartzem, Satzvey-Firmenich, Schwerfen, Wachendorf und Weiler am Berge zur neuen Gemeinde Veytal zusammengeschlossen. Da das Rathaus im Ortsteil Kommern für die Verwaltung der neuen Gemeinde zu klein geworden war, wurden die „Hochhäuser“ im Ahornweg angemietet, um dort die Verwaltung einzurichten. Der Weg von Kommern nach Kommern-Süd war weit, und die Anbindung an das öffentliche Verkehrsnetz nicht vollzogen. Aber es handelte sich nur um eine Übergangslösung.
Am 1. Januar 1972 wurde die Gemeinde Veytal größtenteils im Rahmen des zweiten Teils der kommunalen Neugliederung mit der Gemeinde (ab 23. Juli 1975 Stadt) Mechernich vereinigt.

## Infrastruktur
Die Hoffnung, eine größere Anzahl von Touristen nach Kommern-Süd locken zu können, erfüllte sich nicht. So wurde 1974 aus dem Hotel Falkenhorst ein Senioren- und Pflegeheim. Nachdem ursprünglich viele Häuser als Wochenend- oder Feriendomizil gebaut worden waren, machte 1992 die Ansiedlung vieler junger Familien mit Kindern den Bau des Kindergartens, die Bolzplatzkids, notwendig.
2018 startete die Erschließung weiterer Baugrundstücke Richtung Kommern. Am Großen und Kleinen Bruch sind inzwischen 59 Einfamilienhäuser entstanden. Eine Anbindung an Mechernich-Nord ist durch eine neue Straße und einen Kreisel am Ortsausgang von Kommern-Süd gewährleistet. Die neuen Straßen liegen auf der „Baumseite“ des Ortsteils und heißen Douglasienweg und Zedernweg. Außerdem gibt es die Wolfgang-Müller-Straße. Sie wurde zu Ehren von Studiendirektor Wolfgang Müller († 2017) benannt, der von 1964 bis 1986 Englisch und Französisch am Gymnasium am Turmhof (GAT) unterrichtete. Er gilt als Vater der Städtepartnerschaft Mechernich – Nyons. Eine weitere Straße trägt den Namen Peter Milz († 2011). Er wohnte am Becherhofer Weg und bewirtschaftete das jetzt zu Bauland erklärte Gebiet.
Die Falkenhorst GmbH baute im angrenzenden Park für ca. 12 Mio. € auf 4200 m² Bruttogrundfläche ein neues Pflegeheim mit 80 Pflegeplätzen (EZ). Die Eröffnungsfeier des „Hortensiengartens“ war am 7. April 2022.
Im Oktober 2023 wurde an der Straße „An den Eichen“ ein großer Spielplatz eingeweiht, der seit Sommer 2025 sogar eine eigene Toilette hat. 
Weitere Neubauten sollen angrenzend an die Wolfgang-Müller-Straße Richtung Kommern entstehen. Mit dem Ausbau wurde Anfang 2025 begonnen. Die Bewerbungsfrist für die Zuteilung eines Baugrundstück ist abgelaufen. 

## Verkehr
Die nächste Autobahn-Anschlussstelle ist Mechernich an der A 1.
Die VRS-Buslinie 808 der RVK verbindet den Ort mit Mechernich und Euskirchen. Die Linie 809, die als TaxiBusPlus nach Bedarf verkehrt, bedient Kommern-Süd nur in Tagesrandlagen. Zusätzlich verkehren einzelne Fahrten der auf die Schülerbeförderung ausgerichteten Linie 893.
| Linie | Betreiber | Verlauf |
| ----- | --------- | --- |
| 808   | RVK       | Euskirchen Bf – Euenheim – Wißkirchen – Obergartzem – Firmenich – Schaven – Kommern – (Kommern-Süd –) Mechernich Stiftsweg – Mechernich Bf (– Roggendorf – Denrath – Kalenberg – Wallenthal – Wallenthalerhöhe – Kall Bf) |
| 809   | RVK       | MiKE (außer im Schülerverkehr): (Euskirchen – Billig – Kreuzweingarten) Antweiler – Wachendorf – Lessenich – Rißdorf – Lessenich – Satzvey Bf – Katzvey – (Kommern-Süd – Kommern –) Mechernich Stiftsweg – Mechernich Bf  |
| 893   | Schäfer   | Kommern – Kommern-Süd – Katzvey – (Burgfey –) Mechernich Stiftsweg → Mechernich Bf (→ Roggendorf → Denrath → Strempt → Mechernich Bf)                                                                                     |